# Ameronothrus lineatus
Ameronothrus lineatus is een mijtensoort uit de familie van de Ameronothridae. De wetenschappelijke naam van de soort is voor het eerst geldig gepubliceerd in 1871 door Thorell.